# Lunette de Verviers
Pour les articles homonymes, voir Lunette.
La lunette  est une spécialité pâtissière de la ville belge de Verviers et de sa région qui est fabriquée et dégustée traditionnellement à l'occasion du Jeudi saint.

## Origine
Au XIXe siècle, les patrons des usines de textile de la ville de Verviers qui était un important centre lainier offraient ces petits gâteaux en forme de lunettes à leurs ouvriers et ouvrières le Jeudi saint pour signifier qu’ils (elles) n’étaient pas trop attentifs(ves) aux petites erreurs de fabrication ou pour qu'ils (elles) repèrent mieux les défauts dans les tissus. Par la suite, les usines de textile ayant disparu, ce sont les maris qui offrent ces lunettes à leur femme pour montrer qu’ils ferment les yeux sur les petits problèmes de ménage. Mais aujourd'hui encore, certains patrons verviétois, qui n'ont rien à voir avec le textile, offrent traditionnellement ces pâtisseries originales à leur propre personnel. Actuellement, la tradition de la lunette reste donc bien ancrée le Jeudi saint (soit trois jours avant Pâques) à Verviers et dans sa région.

## Recette
Sur une base similaire à la confection du gâteau de Verviers, elle se compose d'une pâte levée riche en beurre et œufs (brioche), et du sucre perlé. Elle mesure une vingtaine de centimètres de long pour une largeur d'environ 10 centimètres et une épaisseur de plus ou moins 4 cm. Elle tire son nom de la forme du gâteau représentant grosso modo une paire de lunettes (sans les branches).
Il existe aujourd'hui plusieurs variantes. On la confectionne aussi avec des amandes effilées et parfois fourrée avec de la crème pâtissière ou de la crème fraîche.